# Posina
Posina település Olaszországban, Veneto régióban, Vicenza megyében. Lakosainak száma 568 fő (2023. január 1.). Posina Arsiero, Laghi, Terragnolo, Trambileno, Valli del Pasubio, Velo d'Astico és Schio községekkel határos.

## Népesség
A település népességének változása:
| Lakosok száma | 555  | 557  | 568  |
|               | 2017 | 2018 | 2023 |